# Diogo Gama
Diogo Gama (ur. 15 lipca 1981 w Lizbonie) – portugalski rugbysta grający na pozycjach środkowego lub skrzydłowego ataku, reprezentant kraju, uczestnik Pucharu Świata w 2007 roku.
Z kadrą U-19 uczestniczył w mistrzostwach świata w 2000.
Od najmłodszych lat związany był z SL Benfica, gdzie trenował we wszystkich grupach wiekowych. W roku 2007 podpisał kontrakt z CRC Madrid, z którym zdobył mistrzostwo kraju, Puchar Króla, Superpuchar oraz zwyciężył w Super Ibérica de Rugby ze związanym z nim zespołem Gatos de Madrid. Został wówczas również trenerem przygotowania fizycznego juniorskich zespołów Realu Madryt w piłce nożnej, a następnie pracował z seniorską drużyną Getafe CF. W tym samym charakterze pracował po powrocie do SL Benfica w 2009 roku, będąc jednocześnie grającym trenerem tego zespołu.
Był reprezentantem kraju we wszystkich kategoriach juniorskich, zaś w seniorskiej kadrze Portugalii w latach 2006–2009 rozegrał łącznie 15 spotkań zdobywając 5 punktów. W 2007 roku został powołany na Puchar Świata, na którym wystąpił w jednym meczu swojej drużyny będąc jedynym przedstawicielem SL Benfica.
Występował także w reprezentacji kraju w rugby siedmioosobowym, w tym w IRB Sevens World Series oraz zwyciężając w ME 2005.
Po zakończeniu kariery zawodniczej w 2011 roku współpracował jako trener przygotowania fizycznego z CF Os Belenenses oraz piłkarską reprezentacją Gwinei Bissau, po czym związał się z katarskim klubem Al Ahli Ad-Dauha, a następnie z reprezentacją tego kraju. Pozostał w tym kraju i pracował następnie w ASPIRE Academy for Sports Excellence.
Ukończył studia w zakresie wychowania fizycznego, a następnie dietetyki.